# منشية أبو حمور (الكرك)
تقع منشية أبو حمور على قمة جبل أبو حمور وتبعد عن مركز الكرك 7 كيلومتر. يفترق الطريق عند بدايتها ليتجه إلى أدر وما بعدها والطريق الآخر يستمر باتجاه الشمال إلى الوسية والربة والقصر. 